# Маяк Назимова
Маяк Назимова — маяк, находящийся на конце косы Назимова в заливе Посьет (Приморский край, Россия). Он находится на входе сразу в три бухты: Экспедиции, Новгородская и Рейд Паллада.

## История
До постройки маяка его функции выполнял костер, зажигаемый на вершине скалы. Маяк был построен в 1896 году в виде круглой белой металлической башни. При маяке было установлено звукосигнальное устройство. Фонарь со светооптическими аппаратами для маяка Назимова был изготовлен во Франции и привезён в 1910 году. В то же время на маяке установили колокол. В 1956 году маяк был реконструирован.

## Современное состояние
Маяк является действующей военной частью МО РФ, и закрыт для посещения туристами.